# Dan Lietha
Dan Lietha, född 1964 i Marquette, Michigan i USA är skapare av After Eden och CreationWise. Båda två är kreationistiska serier, och After Eden är en utpräglad skämtserie.
Lietha började teckna CreationWise på eget initiativ och presenterade serien för kreationistorganisationen Answers in Genesis' president Ken Ham, efter två års produktion. Ham var mycket positiv och frågade om han fick använda en stripp som Lietha precis hade gjort i sin kommande föreläsning. Efter det tecknade Lietha för Answers in Genesis. Produktionen av CreationWise upphörde så småningom, och år 2000 började han istället teckna After Eden. Den senare är en ren humorserie – till skillnad från CreationWise som även kunde ha allvarliga budskap.